# Jakub Děkan
Jakub Děkan (* 5. května 1992 Liberec) je český zpěvák, který spolupracuje se skupinou ATMO Music a s Paulie Garandem. Kromě hudby se věnuje moderování společenských akcí a večírků. Ve volném čase se věnuje i jízdě na BMX a fotbalu.
V soutěži Československo má talent v roce 2012 vystupoval se svou dřívější hudební skupinou Just Try. Společně s raperem Pauliem Garandem nazpíval píseň Pavučina lží.
Kromě Paulieho Garanda spolupracoval také několikrát s ATMO music, kterým navíc hostoval při jejich tour. Dále nazpíval singly s UDG, Rybičkami 48, Marpem a pod produkcí DJ Wiche společný song s Moja Reč. V prosinci roku 2014 vydal svůj první sólo song s názvem Řidičák, který mu produkoval ODD z ATMO music.
Společně se zpěváky Pavlem Calltou a Martinem Harichem objížděl několik českých měst v rámci společného turné Redhead Music Tour v roce 2016. V roce 2017 pak jarní turné spolu se zpěvákem Pekařem s názvem Malý Velký Tour.
Nyní také koncertuje se svou vlastní skupinou Jakub Děkan & band. Na jeho koncertech můžete kromě sólo singů jako je Řidičák, Já vím a Děda slyšet také single Lea, který kdysi napsal pro svoji přítelkyni. Jakub se jeví jako pozitivní člověk a své vystoupení vždy doprovází humornými poznámkami a tanečními kreacemi.
Jeho poslední sólová píseň Děda měla po čtvrt roce přes 2 miliony zhlédnutí.[zdroj⁠?!]
V prosinci 2017 vyšla nová píseň Co bejvávalo už není. Nyní má na YouTube 3,3 mil. zhlédnutí. Píseň nazpíval s hudebníkem Pokáčem.

## Životopis
Se zpěvem začal v 15 letech. Už v roce 2008 založil rock popovou skupinu Rosemary. Ve svých 17 letech odstartoval kariéru moderátora, převážně maturitních plesů a sportovních či kulturních akcí. Ve 20 letech se stal členem kapely Attic Vanity, se kterou objel svou první tour s názvem Live Life Tour. Během tohoto působení mu bylo umožněno jeho první hostování, a to jak s Pauliem Garandem, tak s ATMO music.
V červenci 2012 byla založena kapela Justr Try za účelem v talentové soutěži Československo má talent. Úspěšně a s velkými ohlasy postoupili do kola zvaného „Velký třesk”. Tuto soutěž avšak museli dobrovolně opustit z důvodu ponechání jejich tváře do dalších bojů.
Poté pokračovala spolupráce s Pauliem Garandem a Kennym Roughem, kde společně objeli 3 velká tour (Čundr Country, V hlavní roli, Molo). Podílel se také na přípravě 1. připravované desky ATMO music, kterou svým hlasem podpořil v 6 písních a na rozmezí roku 2013/2014 se stal oficiálně jejich koncertním členem. Objeli spolu několik koncertů pod vydavatelstvím Warner music a bookingovou agenturou Redhead music.
Vydavatelství, které zaštiťuje ATMO music, oslovilo samotného Jakuba, jako sólového interpreta. Warner music bude zastřešovat jeho 1. sólovou desku, na které bude pracovat s hudebním producentem Ondřejem Turtákem, zvaným ODD.

## Spolupráce
- Paulie Garand – Pavučina lží feat. Jakub Děkan
- Paulie Garand – Manifest feat. Jakub Děkan
- Paulie Garand – L. B. C. feat. Jakub Děkan
- ATMO music – Andělé feat. Jakub Děkan
- ATMO music – Fáma feat. Jakub Děkan
- ATMO music – Ráno feat. Jakub Děkan
- ATMO music – Město feat. Jakub Děkan
- UDG – Atomy feat. Jakub Děkan
- Rybičky48 – Chtěl jsem tím říct. feat. Pekař, Jakub Děkan
- TroubleGang – Je čas řvát feat. Jakub Děkan
- Sabina Křováková – Nechceme být spolu
- DJ Wich – v Tomto svete feat. Moja Reč, Jakub Děkan
- Brutální Jahoda - Takhle chutná léto feat. Jakub Děkan

## Sólové singly
- Řidičák
- Já vím
- Děda
- Lea

## Soukromý život
Je také členem týmu Real TOP Praha, v jehož dresu se zúčastňuje charitativních zápasů a akcí